# Nick Screnci
Fiore Screnci, detto Nick (Wilmington, 25 giugno 1957), è un ex giocatore e allenatore di rugby a 15, imprenditore e dirigente d'azienda statunitense, da giocatore pilone della Rugby Roma e internazionale per l'Italia dal 1977 al 1984; attualmente è imprenditore negli Stati Uniti nel settore edile e assistente allenatore presso il New York Athletic Club.

## Biografia
Nato negli Stati Uniti da genitori italiani, Screnci crebbe fino ai 18 anni nel New Jersey praticando football americano; nel 1975 i suoi genitori tornarono in Italia e lui con essi, per stabilirsi a Roma.
Nella capitale Screnci iniziò a giocare a rugby («ciò a cui giocheresti in Italia se avessi giocato a football in patria») anche se il suo primo ingaggio italiano fu a Reggio Calabria con la Caronte in serie B, con cui vinse il campionato e fu promosso in serie A; nella stagione successiva fu al Rugby Roma ed entrò anche nell'orbita della Nazionale in virtù del doppio passaporto: fece parte delle selezioni Under-18, poi Under-21 e Nazionale A, fino a esordire in Nazionale maggiore il 29 ottobre 1977 a Praga contro la Cecoslovacchia in Coppa FIRA (vittoria 10-4). Fu internazionale fino al 1984 (ultimo incontro il 18 marzo di quell'anno contro il Marocco, in cui marcò anche la sua unica meta in azzurro), per un totale di 9 incontri più altri 4 senza valore di test match. Parallelamente all'attività di rugbista si dedicò a varie attività a Roma: dapprima ristoratore, poi imprenditore nel ramo informatico, fino al ritorno negli Stati Uniti nel 1993.
Stabilitosi a Greenwich (Connecticut) si impiegò nel ramo delle costruzioni edili prima di mettersi in proprio e avviare una propria impresa. Nel 1995 Screnci ebbe la sua prima esperienza di tecnico al Greenwich High Rugby che, grazie alle sue conoscenze del rugby italiano, portò a giocare in tour a Roma, Firenze e Venezia; rimase in tale club fino al 1999 prima di passare al White Plains (New York) dapprima come allenatore degli avanti e successivamente come tecnico in capo. In tale club è rimasto 10 stagioni; nel 2010 è passato alla sezione rugbistica del New York Athletic Club come assistente.